# NGC 3876
NGC 3876 је спирална галаксија у сазвежђу Девица која се налази на NGC листи објеката дубоког неба.
Деклинација објекта је + 9° 9' 39" а ректасцензија 11h 45m 26,5s. Привидна величина (магнитуда) објекта NGC 3876 износи 12,7 а фотографска магнитуда 13,5. NGC 3876 је још познат и под ознакама UGC 6730, MCG 2-30-29, CGCG 68-55, IRAS 11428+0926, PGC 36644.